# Hylesia natex
Hylesia natex är en fjärilsart som beskrevs av Max Wilhelm Karl Draudt 1929. Hylesia natex ingår i släktet Hylesia och familjen påfågelsspinnare. Inga underarter finns listade i Catalogue of Life.